# Enrico Oldoini
Pour les articles homonymes, voir Oldoini.
Enrico Oldoini, né le 4 mai 1946 à La Spezia en Ligurie et mort le 10 mai 2023 à Rome, est un scénariste et réalisateur italien.

## Biographie
Enrico Oldoini a d'abord fréquenté l'université à Rome, avant de s'inscrire à l'Académie nationale d'art dramatique.
Après avoir étudié le théâtre, il commence une carrière de scénariste et travaille avec des réalisateurs comme Alberto Lattuada, Pasquale Festa Campanile, Nanni Loy, Sergio et Bruno Corbucci, Maurizio Ponzi, Carlo Verdone, Lina Wertmüller et Marco Ferreri.
En 1984, il tourne son premier film, Cuori nella tormenta. Depuis cette date, il a réalisé une quinzaine de films. I mostri oggi, le dernier en date, sorti le 27 mars 2009, présenté comme l'héritier du film de Dino Risi Les Monstres (1963) et des Nouveaux Monstres (1977), réalisé par Mario Monicelli, Dino Risi et Ettore Scola, est une comédie, divisée en seize épisodes, qui raconte les vices, les peurs et les faiblesses des Italiens.

## Filmographie

### En tant que réalisateur

#### Au cinéma
- 1984 : Cuori nella tormenta (it)
- 1985 : Lui è peggio di me (it)
- 1986 : Yuppies 2 (it)
- 1987 : Bellifreschi (it)
- 1988 : Bye Bye Baby
- 1988 : Les Deux Fanfarons (Una botta di vita)
- 1990 : Vacanze di Natale '90
- 1991 : Vacanze di Natale '91
- 1992 : Anni 90 (it)
- 1993 : Anni 90 - Parte II (it)
- 1994 : Miracolo italiano (it)
- 1998 : Un bugiardo in paradiso (it)
- 2004 : 13dici a tavola (it)
- 2008 : La fidanzata di papà (it)
- 2009 : I mostri oggi (it)

### En tant que scénariste
- 1976 : ...e tanta paura de Paolo Cavara
- 1980 : Mon curé va en boîte (Qua la mano) de Pasquale Festa Campanile
- 1982 : Testa o croce (Testa o croce) de Nanni Loy
- 1982 : Bingo Bongo de Pasquale Festa Campanile
- 1983 : Sing Sing de Sergio Corbucci
- 1983 : Acqua e sapone de Carlo Verdone
- 1983 : Io, Chiara e lo Scuro de Maurizio Ponzi
- 1983 : Son contento de Maurizio Ponzi

### En tant qu'acteur
- 1976 : ...e tanta paura de Paolo Cavara : l'assistant de Lomenzo